# Marcel Tremblay (Eisschnellläufer)
Marcel Tremblay (* 12. Juni 1965 in Sherbrooke) ist ein ehemaliger kanadischer Eisschnellläufer.
Tremblay startete international erstmals in der Saison 1983/84 und nahm von 1986 bis 1987 an 33 Läufen im Eisschnelllauf-Weltcup teil. Seine beste Platzierung dabei erreichte er im Januar 1987 in Baselga di Piné mit dem siebten Platz über 1000 m. Bei seiner einzigen Teilnahme an Olympischen Winterspielen im Februar 1988 in Calgary belegte er den 22. Platz über 1000 m. Sein Zwillingsbruder Robert Tremblay war ebenfalls als Eisschnellläufer aktiv.

## Persönliche Bestleistungen
| Disziplin | Zeit        | Datum             | Ort     |
| --------- | ----------- | ----------------- | ------- |
| 500 m     | 38,17 s     | 4. Dezember 1987  | Calgary |
| 1000 m    | 1:15,13 min | 13. Februar 1988  | Calgary |
| 1500 m    | 1:57,52 min | 28. Dezember 1987 | Calgary |
| 3000 m    | 4:44,27 min | 18. Februar 1984  | Regina  |
| 5000 m    | 8:11,99 min | 18. Februar 1984  | Regina  |